# Antonio Saboia
Antonio Saboia (Paris, 3 de junho de 1985) é um ator franco-brasileiro.

## Biografia
Antonio Saboia nasceu em Paris na França no ano de 1985, filho de mãe franco-espanhola e pai maranhense. Veio para o Brasil aos quatro anos de idade, vivendo na cidade de Brasília. Com nove anos retornou para a França, país onde iniciou seu percurso teatral. Morou na Inglaterra dos 18 aos 22 anos, concluindo o curso de Teatro na Webber Douglas Academy of Dramatic Art antes de regressar ao Brasil.

## Filmografia

### Televisão
| Ano       | Título                               | Personagem                  | Notas                                |
| --------- | ------------------------------------ | --------------------------- | ------------------------------------ |
| 2011      | Insensato Coração                    | Kiko                        |                                      |
| 2011      | Força-Tarefa                         | Márcio                      | 1 episódio                           |
| 2012      | Fora de Controle                     | Augusto Camurça             | Episódio: "08 de maio"               |
| 2013      | Beleza S/A                           | Dr. Jairo Campelo           | Protagonista                         |
| 2014      | Em Família                           | Fernando                    | Participação                         |
| 2015      | Felizes Para Sempre?                 | Guilherme                   | Participação                         |
| 2015      | Psi                                  | Adriano                     | Episódio: "O Justiceiro"             |
| 2015      | Zé do Caixão                         | Giorgio Attili              |                                      |
| 2016      | 1 Contra Todos                       | Cabo Euclides               | Episódio: "A Justiça é Cega "        |
| 2016      | O Negócio                            | Diego                       | Episódio: "Chief Executive Officer " |
| 2017      | Crime Time - Hora de Perigo          | Arruda                      |                                      |
| 2017      | Tempo de Amar                        | Matias Cardoso              | Participação                         |
| 2018-2019 | O Mecanismo                          | Dimas Donatelli             |                                      |
| 2018-2019 | Rotas do Ódio                        | Júlio Pedrazza              | Protagonista                         |
| 2019      | Santos Dumont                        | Louis Blériot               | 2 episódios                          |
| 2020      | Um Dia Qualquer                      | Ceceu                       | Participação                         |
| 2020      | Os Últimos Dias de Gilda             | Wallace Cristino            | [ 5 ]                                |
| 2023      | João sem Deus - A Queda de Abadiânia | Lindinho                    | 3 episódios                          |
| 2024      | Mania de Você                        | Henrique Pereira Cavalcanti | Episódios: "11–13 de setembro"       |

### Cinema
| Ano  | Filme                                         | Personagem                    | Nota(s)        |
| ---- | --------------------------------------------- | ----------------------------- | -------------- |
| 2007 | Ódio                                          | Filho                         | Curta-metragem |
| 2009 | Lula, o Filho do Brasil                       | Vavá                          |                |
| 2011 | O Arrasa-Corações                             | Mike                          |                |
| 2013 | O Lobo Atrás da Porta                         | Inspetor                      |                |
| 2014 | Confia em Mim                                 | Policial federal              |                |
| 2016 | Lua em Sagitário                              |                               |                |
| 2016 | Walter do 402                                 | Nando                         | Curta-metragem |
| 2017 | Lamparina da Aurora                           | Forasteiro                    |                |
| 2019 | Bacurau                                       | Maurício Gomes Carneiro       | [ 7 ]          |
| 2020 | As Órbitas da Água                            | Forasteiro                    |                |
| 2021 | Deserto Particular                            | Daniel Moreira                |                |
| 2022 | Predestinado: Arigó e o Espírito do Dr. Fritz | Juiz Felipe                   |                |
| 2024 | Ainda Estou Aqui                              | Marcelo Rubens Paiva (adulto) | [ 8 ]          |